# Ohmden
Ohmden est une commune de Bade-Wurtemberg (Allemagne), située dans l'arrondissement d'Esslingen, dans la région de Stuttgart, dans le district de Stuttgart. Ohmden fait partie de la communauté administrative de Weilheim an der Teck.
Elle est également jumelée avec la commune française de Modane (Savoie).

## Géographie

### Situation géographique
Ohmden se situe dans l'avant pays du Jura Souabe, dans les environs de l'Albtrauf au sud-ouest, du tronçon supérieur du Neckar au nord-ouest et du Fils au nord.

### Communes voisines
|                      | Schlierbach | Hattenhofen           |
| Kirchheim unter Teck | Ohmden      | Zell unter Aichelberg |
|                      | Holzmaden   |                       |

### Municipalité
La municipalité comprend le village Ohmden et les fermes Lindenhof et Talhof.

## Histoire
Ohmden est mentionné pour la première fois sous le nom d'Amindon en 1125 dans Rotulus San Petrinus, un rouleau de parchemin du monastère de Saint-Pierre dans la Forêt-Noire. Il décrit une transaction de troc dans laquelle le duc Konrad von Zähringen a cédé le village au monastère. Finalement, le village est attribué au monastère d'Adelberg. Kirchlich appartenait à Kirchheim unter Teck. Des fouilles archéologiques dans la région indiquent qu'Ohmden est une colonie datant de la période mérovingienne.